# Friesheimer Busch
Koordinaten: 50° 45′ 26″ N, 6° 48′ 4″ O

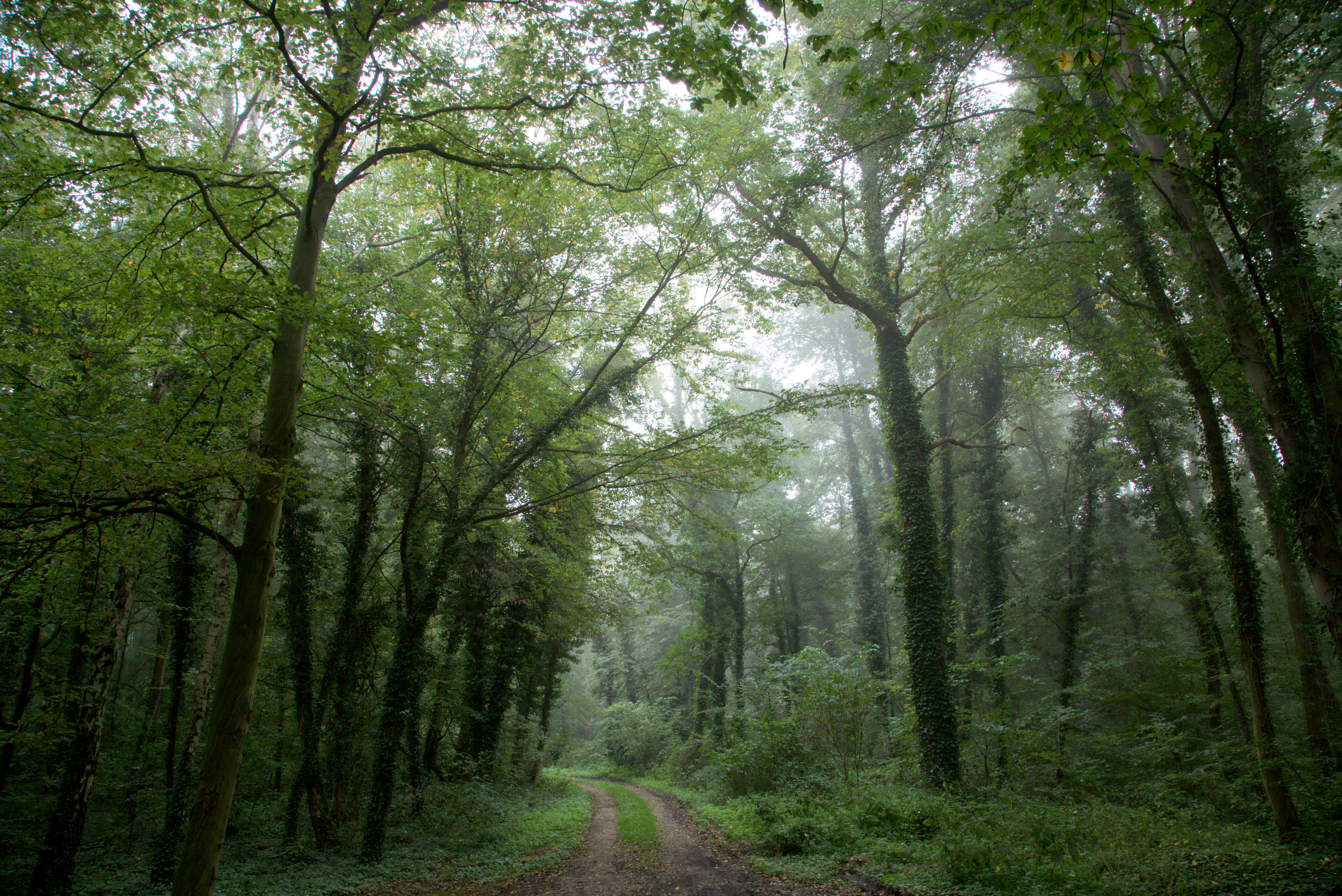
Naturschutzgebiet Friesheimer Busch (Oktober 2018)

Das Naturschutzgebiet Friesheimer Busch liegt auf dem Gebiet der Stadt Erftstadt im Rhein-Erft-Kreis in Nordrhein-Westfalen.
Das Gebiet erstreckt sich nordöstlich von Friesheim, einem Stadtteil von Erftstadt, und westlich des Kernortes der Gemeinde Weilerswist im Kreis Euskirchen. Am südlichen Rand verläuft die Landesstraße L 33, östlich verläuft die A 1 und fließt die Erft.

## Bedeutung
Für Erftstadt ist seit 1983 ein 87,01 ha großes Gebiet unter der Kenn-Nummer BM-007 als Naturschutzgebiet ausgewiesen. Die Unterschutzstellung erfolgt wegen seiner floristischen, vegetationskundlichen und ornithologischen Bedeutung. Wegen der durch den Wald verlaufenden Kreisgrenze sind weitere 7 ha in Weilerswist als zweites Naturschutzgebiet gleichen Namens (Kenn-Nummer EU-123) ausgewiesen.